# Регуляторный захват
Регуляторный захват (также захват агентств или клиентская политика) — форма провала (фиаско) государства, который происходит, когда регуляторный орган, созданный для действия в общественных интересах, продвигает политическую и экономическую выгоду групп интересов, доминирующих в отрасли или индустрии, регулированием которой орган занимается. Когда завершается регуляторный захват, интересы финансово-промышленных групп или политических группировок получают приоритет над интересами общества, что приводит в целом к потерям общественного блага. Государственные органы, страдающие регуляторным захватом называются «захваченными агентствами». Это явление является распространеной формой коррупции в развитых странах и теории общественного выбора его называют рентоориентированным поведением.

## Теоретические основы
По мнению теоретиков общественного выбора регуляторный захват происходит потому, что группы или лица, заинтересованные в исходе политических или регуляторных решений, будут сосредотачивать свои ресурсы и энергию на достижении тех политических результатов, которые они предпочитают, в то время как представители общественности, каждый из которых имеет лишь небольшую индивидуальную заинтересованность в результате полностью проигнорирует его. Группы интересов влияют на работников и должностных лиц регуляторного органа, смещая баланс в его деятельности в свою сторону.
Регуляторный захват является основным объектом изучения регуляторной экономики. Важный вклад в изучение экономической теории регулирования и регуляторного захвата внес Джордж Стиглер, лауреат Нобелевской премии по экономике.
Вероятность регулятивного захвата — это риск, которому регуляторный орган подвержен по самой своей природе. Это говорит о том, что регулятор должен быть максимально защищен от внешнего влияния. Альтернативно, возможно, лучше вообще не создавать данный регуляторный орган. Захваченный регулятор часто хуже, чем отсутствие регулирования, поскольку он обладает властью правительства. Однако повышение прозрачности регуляторного органа может смягчить последствия захвата. Последние данные свидетельствуют о том, что даже в зрелых демократиях с высоким уровнем прозрачности и свободы СМИ более обширная и сложная нормативно-правовая среда связана с более высоким уровнем коррупции (включая захват регулирования).
Джордж Стиглер сформулировал проблему регулирования как «проблему выяснения того, когда и почему отрасль может использовать государство в своих целях». Регуляторный захват фокусируется на целых отраслях. Но не наоборт, вся отрасль никогда не «захватывает» своих регуляторов, только крупные компании, которые, используя инструмент «вращающейся двери», «похищают» регулятора, предлагая высокие зарплаты. Брезис и Кариоль (2019) показали, что участвующие регулятором захвате компании всегда являются крупными. Например пять крупнейших финансовых компаний США концентрируют около 80 % «вращающихся дверей» и регулирующего контроля. Это приводит к неравенству влияния между компаниями одного и того же сектора.
Следует также отметить, что захват регулирования в развитых странах больше связан не с коррупцией и незаконным поведением, а со злоупотреблением властью.

### Отношения с федеральной властью
Существует объемные научные исследования, в которых говорится, что небольшим государственным предприятиям легче захватить небольшие, концентрированные отрасли, чем крупные. Например, в группе штатов или провинций, где лесная промышленность значительно развита законодательный орган и/или делегация в национальном законодательном органе может быть захвачены лесозаготовительными компаниями. Эти штаты или провинции затем становятся голосом отрасли, вплоть до блокирования национальной политики, которую предпочло бы большинство по всей стране. Мур и Джовинаццо (2012) называют это явление «искажающий разрыв».
Возможно и обратное. Очень крупные и мощные отрасли (например, энергетика, банковское дело, оборонное производство) могут захватить национальные правительства, а затем использовать эту власть для блокирования политики на национальном уровне, уровне штата или провинции, которую могут захотеть избиратели, хотя даже местные интересы могут помешать национальным приоритетам.

### Экономическое обоснование
Регуляторный захват имеет экономическую основу: имеющие личную заинтересованность в отрасли имеют четкую экономическую мотивацию в регулировании, затрагивающем ее, и поэтому с большей вероятностью попытаются повлиять на регулятора, чем относительно рассредоточенные отдельные потребители, каждый из которых слабо заинтересован. Когда регулирующие органы формируют экспертные органы для изучения политики, в их число неизменно входят нынешние или бывшие члены отрасли или, по крайней мере, люди, имеющие жизненные интересы и контакты в отрасли. Захват также облегчается там, где потребители или налогоплательщики хуже, чем предприятия, понимают основные проблемы.
Джон Хэнсон и его соавторы утверждают, что это явление выходит за рамки политических агентств и организаций. У бизнеса есть стимул контролировать все, что имеет над ним власть, включая средства массовой информации, научные круги и массовую культуру, и они тоже будут пытаться захватить их. Это называется «глубокий захват».
Общественный интерес к регулированию проистекает из таких явлений, как фиаско (провал) рынка и экономика благосостояния. И регулирование является ответом правительства на общественные нужды. Его цель — компенсировать провалы рынка, повысить эффективность распределения ресурсов и максимизировать социальное благосостояние. Познер (1974) отметил, что теория общественных интересов содержит предположение о том, что рынок хрупок и что, если его не контролировать, он будет иметь тенденцию быть несправедливым и неэффективным, а государственное регулирование является дешевым и эффективным способом удовлетворения потребностей социальной справедливости и эффективности.

## Виды
Можно разделить регуляторный захват на два основных вида:
- Материальный захват — или финансовый, когда мотивы захваченного органа чисто материальны. Является результатом взятки, политических пожертвований, предоставления должностей, через явления «вращающейся двери» между органом и отраслью, которую он регулирует, желание регуляторного органа поддерживать свой бюджет. Это типичная форма политической коррупции.
- Нематериальный захват — когнитивный или культурный, когда регулятор начинает думать и действовать как отрасль, которую он регулирует. Может являться результатом лоббирования своих интересов финансово-промышленными группами.

Стиглер фокусировал свой интерес на захвате крупными компаниями через возможность использовать ими мощные ресурсы и щедро финансировать лоббирование. Но встречается и нематериальный захват со стороны малого и среднего бизнеса, из-за риторики «неудачников», образа жертвы.

## Примеры в мире

### Соединенные Штаты Америки

#### Федеральный резервный банк Нью-Йорка
Федеральный резервный банк Нью-Йорка (ФРС Нью-Йорка) является наиболее влиятельным из Федеральной резервной банковской системы. Частью обязанностей Федерального резервного банка Нью-Йорка является регулирование Уолл-стрит, но его президент избирается и подотчетен совету директоров, в котором доминируют руководители некоторых банков, деятельность которых Федеральный резервный банк Нью-Йорка должен контролировать. С этим связывают провал регуляторных органов в предупреждении кризиса 2008 года, а также использование государственных фондов для компенсации потерь обанкротившихся учреждений.